# Tournoi de tennis de Tenerife
Le tournoi de tennis de Tenerife est un tournoi international de tennis féminin du circuit professionnel WTA et masculin du circuit professionnel Challenger. Il est créé en 2021.

## Palmarès dames

### Simple
| No | Date       | Nom et lieu du tournoi  | Catégorie | Dotation  | Surface    | Vainqueure | Finaliste     | Score    |         |
| -- | ---------- | ----------------------- | --------- | --------- | ---------- | ---------- | ------------- | -------- | ------- |
| 1  | 27-09-2021 | Tenerife Open, Tenerife | WTA 250   | 235 238 $ | Dur (ext.) | Ann Li     | Camila Osorio | 6-1, 6-4 | Tableau |

### Double
| No | Date       | Nom et lieu du tournoi | Catégorie | Dotation  | Surface    | Vainqueures                     | Finalistes                 | Score    |         |
| -- | ---------- | ---------------------- | --------- | --------- | ---------- | ------------------------------- | -------------------------- | -------- | ------- |
| 1  | 27-09-2021 | Tenerife Open Tenerife | WTA 250   | 235 238 $ | Dur (ext.) | Lyudmyla Kichenok Marta Kostyuk | Ulrikke Eikeri Ellen Perez | 6-3, 6-3 | Tableau |

## Palmarès messieurs
| No | Date | Nom et lieu du tournoi  | Catégorie | Dotation | Surface    | Vainqueure | Finaliste | Score |  |
| -- | ---- | ----------------------- | --------- | -------- | ---------- | ---------- | --------- | ----- |  |
| 1  | 2021 | Tenerife Open, Tenerife |           | NC $     | Dur (ext.) |            |           | NC    |  |